# Pedregal (Panama)
Pedregal – miasto w Panamie, w prowincji Chiriquí zamieszkiwane przez 17 695 mieszkańców (dane na rok 2010 na podstawie World Gazetter). Rozwinął się w nim przemysł spożywczy, włókienniczy.